# World Archery Europe
La World Archery Europe (WAE) anciennement connue sous le nom de European and Mediterranean Archery Union (EMAU) est la fédération continentale gérant le tir à l'arc en Europe reconnue par la World Archery Federation. Son objectif principal est de promouvoir et d'encourager le tir à l'arc à travers l'Europe et le bassin méditerranéen.

## Histoire
L'European and Mediterranean Archery Union a été fondée le 17 avril 1988 à Paris en France sous l'impulsion de François de Massary, président de la fédération française de tir à l'arc à cette époque. La création de la fédération a été approuvée lors d'une réunion composé des délégués des 19 fédérations nationales européennes de tir à l'arc : l'Allemagne, la Belgique, la Tchécoslovaquie, Chypre, le Danemark, la France, le Royaume-Uni, la Grèce, l'Israël, l'Italie, le Luxembourg, Monaco, la Norvège, la Pologne, le Portugal, la Suisse, les Pays-Bas, la Turquie et la Yougoslavie.
Le but de la fédération est de promouvoir l'activité du tir à l'arc et de créer des championnats de tir à l'arc en Europe.
Le 20 mai 2012, la fédération change de nom pour devenir la World Archery Europe (WAE),.
Son siège est à Rome en Italie.

## Liste des présidents
- François de Massary ( France), de 1988 à 1992.
- Gino Mattielli ( Italie), de 1992 à 1999.
- Dr Ugur Erdener ( Turquie), de 1999 à 2006.
- Mario Scarzella ( Italie), à partir de 2006.

## Fédérations membres

La carte des nations membre de la WAE en 2012.

En 2012, la World Archery Europe compte 48 nations membres :
| Nation             | Date d'entrée | Fédération                                             |
| ------------------ | ------------- | ------------------------------------------------------ |
| Allemagne          | 1988          | Fédération allemande de tir à l'arc (DSB)              |
| Arménie            |               | Fédération arménienne de tir à l'arc (AFRA)            |
| Autriche           |               | Fédération autrichienne de tir à l'arc (OBSV)          |
| Azerbaïdjan        |               | Fédération azerbaïdjanaise de tir à l'arc (AAF)        |
| Belgique           | 1988          | Fédération royale belge de tir à l'arc (FRBTA)         |
| Biélorussie        |               | Fédération de biélorusse de tir à l'arc (BAF)          |
| Bulgarie           |               | Fédération bulgare de tir à l'arc (BAF)                |
| Bosnie-Herzégovine | 2009          | Fédération de Bosnie-Herzégovine de tir à l'arc (AABH) |
| Chypre             | 1988          | Fédération chypriote de tir à l'arc (CAF)              |
| Croatie            | 1992          | Fédération croate de tir à l'arc (CAA)                 |
| Danemark           | 1988          | Fédération du Danemark de tir à l'arc (DBSF)           |
| Espagne            |               | Fédération espagnole de tir à l'arc (RFETA)            |
| Estonie            |               | Fédération estonienne de tir à l'arc (EVL)             |
| Finlande           |               | Fédération finlandaise de tir à l'arc (LAJI)           |
| France             | 1988          | Fédération française de tir à l'arc (FFTA)             |
| Géorgie            |               | Fédération géorgienne de tir à l'arc (GAA)             |
| Grèce              | 1988          | Fédération grec de tir à l'arc (EFOT)                  |
| Hongrie            |               | Fédération hongroise de tir à l'arc (MISZ)             |
| Îles Féroé         |               | Fédération des Îles Féroé de tir à l'arc (BSKF)        |
| Irlande            |               | Fédération irlandaise de tir à l'arc (IAAA)            |
| Islande            |               | Fédération islandaise de tir à l'arc (NOSAI)           |
| Israël             | 1988          | Fédération israélienne de tir à l'arc (IAA)            |
| Italie             | 1988          | Fédération italienne de tir à l'arc (FITARCO)          |
| Kosovo             |               | Fédération du Kosovo de tir à l'arc (AFK)              |
| Lettonie           |               | Fédération lettonienne de tir à l'arc (LAF)            |
| Liechtenstein      |               | Fédération du Liechtenstein de tir à l'arc (BSV)       |
| Lituanie           |               | Fédération lituanienne de tir à l'arc (LLF)            |
| Luxembourg         | 1988          | Fédération luxembourgeoise de tir à l'arc (FLTA)       |
| Malte              |               | Fédération maltaise de tir à l'arc (AAM)               |
| Moldavie           |               | Fédération de Moldavie de tir à l'arc (AFRM)           |
| Monaco             | 1988          | Federation monegasque de Tir (FMTIR)                   |
| Monténégro         |               | Fédération du Monténégro de tir à l'arc (MAA)          |
| Norvège            | 1988          | Fédération de norvègienne de tir à l'arc (NB)          |
| Pays-Bas           | 1988          | Fédération des Pays-Bas de tir à l'arc (AAN)           |
| Pologne            | 1988          | Fédération polonaise de tir à l'arc (PAF)              |
| Portugal           | 1988          | Fédération portugaise de tir à l'arc (FPTA)            |
| République tchèque |               | Fédération tchèque de tir à l'arc (CZAA)               |
| Roumanie           |               | Fédération roumaine de tir à l'arc (FRTA)              |
| Royaume-Uni        | 1988          | Archery GB                                             |
| Russie             |               | Fédération russe de tir à l'arc (RAF)                  |
| Saint-Marin        |               | Fédération de Saint-Marin de tir à l'arc (FSTARCO)     |
| Serbie             |               | Fédération serbe de tir à l'arc (SSS)                  |
| Slovaquie          |               | Union Slovaque de tir à l'arc (SLZ)                    |
| Slovénie           |               | Fédération de Slovénie de tir à l'arc (LZS)            |
| Suède              |               | Fédération suédoise de tir à l'arc (SBF)               |
| Suisse             | 1988          | SwissArchery Association (ASTA)                        |
| Turquie            | 1988          | Fédération turque de tir à l'arc (TAF)                 |
| Ukraine            |               | Fédération ukrainienne de tir à l'arc (FSLU)           |